# 3e Match des étoiles de la Ligue nationale de hockey
Match précédent Match suivant
Le 3e Match des étoiles de la Ligue nationale de hockey fut tenu le 10 octobre 1949 dans le domicile des Maple Leafs de Toronto, le Maple Leaf Gardens. Avant cette rencontre qui vit les Étoiles de la LNH l'emporter sur la marque de 3 à 1, le président de la ligue Clarence Campbell remis une rondelle en or à la première équipe d'étoiles au centre de la glace. Ces récipiendaires furent le gardien Bill Durnan, les défenseurs Bill Quackenbush et Jack Stewart, ainsi que les attaquants Sid Abel, Roy Conacher et Maurice Richard. Les entraîneurs Hap Day et Tommy Ivan reçurent également cet honneur pour avoir emmené leurs équipes à la finale de la Coupe Stanley.

## Effectif

### Maple Leafs de Toronto
- Entraîneur-chef : Hap Day.
- Gardien de but :
  - 01 Turk Broda.
- Défenseurs :
  - 1 Jimmy Thompson.
  - 5 Garth Boesch.
  - 14 Vic Lynn.
  - 18 Bill Juzda.
  - 19 Bill Barilko.
  - 23 Robert Dawes.
- Attaquants :
  - 4 Harry Watson, ailier gauche.
  - 7 Max Bentley, centre.
  - 8 Joe Klukay, ailier gauche.
  - 9 Ted Kennedy, centre.
  - 11 Howie Meeker, ailier droit.
  - 16 Fleming MacKell, centre.
  - 17 Cal Gardner, centre.
  - 22 Ray Timgren, ailier gauche.
  - 24 Sid Smith, ailier gauche.

### Étoiles de la LNH
- Entraîneur-chef : Tommy Ivan ; Red Wings de Détroit.
- Gardiens de but :
  - Bill Durnan ; Canadiens de Montréal.
  - Chuck Rayner ; Rangers de New York.
- Défenseurs :
  - Pat Egan ; Rangers de New York.
  - Bob Goldham ; Blackhawks de Chicago.
  - Glen Harmon ; Canadiens de Montréal.
  - Bill Quackenbush ; Bruins de Boston.
  - Kenny Reardon ; Canadiens de Montréal.
  - Jack Stewart ; Red Wings de Détroit.
- Attaquants :
  - Sid Abel, centre ; Red Wings de Détroit.
  - Doug Bentley, ailier gauche ; Blackhawks de Chicago.
  - Roy Conacher, ailier gauche ; Blackhawks de Chicago.
  - Gordie Howe, ailier droit ; Red Wings de Détroit.
  - Edgar Laprade, centre ; Rangers de New York.
  - Tony Leswick, ailier gauche ; Rangers de New York.
  - Ted Lindsay, ailier gauche ; Red Wings de Détroit.
  - Bill Mosienko, ailier droit ; Blackhawks de Chicago.
  - Buddy O'Connor, centre ; Rangers de New York.
  - Maurice Richard, ailier droit ; Canadiens de Montréal.
  - Paul Ronty, centre ; Bruins de Boston.

## Feuille de match
| 10 octobre 1949 | Toronto | 1-3 (1-1, 0-1, 0-1) | LNH | Maple Leaf Gardens 13 541 spectateurs |

| Feuille de match | Feuille de match                        | Feuille de match                          | Feuille de match                                                                                    | Feuille de match                                 |
| ---------------- | --------------------------------------- | ----------------------------------------- | --------------------------------------------------------------------------------------------------- | ------------------------------------------------ |
|                  | Barilko (Watson, Gardner) — 15 min 22 s | 1-0 1-1 1-2 1-3                           | Goldham (Laprade) — 18 min 3 s Ronty (Goldham) — 34 min 41 s D. Bentley (Quackenbush) — 42 min 37 s | Arbitrage : Bill Chadwick Ed Mepham, Jim Primeau |
| Broda            | Gardiens                                | Durnan (29 min 30 s) Rayner (30 min 30 s) | | Arbitrage : Bill Chadwick Ed Mepham, Jim Primeau |
|                  |                                         |                                           | | Arbitrage : Bill Chadwick Ed Mepham, Jim Primeau |
|                  |                                         |                                           | | Arbitrage : Bill Chadwick Ed Mepham, Jim Primeau |